# Cantó de Le Sel-de-Bretagne
El cantó de Le Sel-de-Bretagne (bretó Kanton Ar Sal) és una divisió administrativa francesa situat al departament d'Ille i Vilaine a la regió de Bretanya.

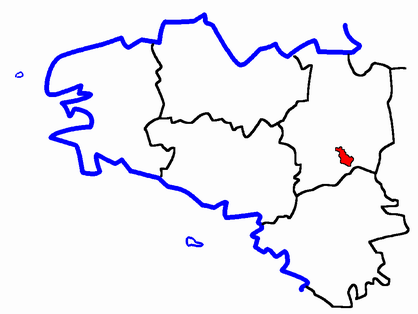
Situació del cantó

## Composició
El cantó aplega 8 comunes :
| Nom francès          | Nom bretó       | Població | km²    | Codi Postal | Codi INSEE |
| Chanteloup           | Kantlou         | 1.109    | 17,53  | 35150       | 35054      |
| La Bosse-de-Bretagne | Bosenn          | 386      | 10,21  | 35320       | 35030      |
| La Couyère           | Ar Gouer        | 350      | 11,72  | 35320       | 35089      |
| Lalleu               | An Alloz        | 469      | 15,47  | 35320       | 35140      |
| Le Petit-Fougeray    | Felgerieg-Vihan | 461      | 8,95   | 35320       | 35218      |
| Le Sel-de-Bretagne   | Ar Sal          | 514      | 8,10   | 35320       | 35322      |
| Saulnières           | Saoner          | 581      | 10,34  | 35320       | 35321      |
| Tresbœuf             | Trevo           | 926      | 25,33  | 35320       | 35343      |
| Cantó                | Ar Sal          | 4.796    | 107,65 | -           | 3540       |

## Evolució demogràfica
| 1962  | 1968  | 1975  | 1982  | 1990  | 1999  |
| ----- | ----- | ----- | ----- | ----- | ----- |
| 4.718 | 4.549 | 4.230 | 4.369 | 4.460 | 4.796 |

## Història
| Data d'elecció                           | Identitat      | Partit        | Qualitat |
| ---------------------------------------- | -------------- | ------------- | -------- |
| -1998                                    | André Hupel    | Divers droite |          |
| 1998-2004                                | Annie Moutel   | Divers droite |          |
| 2004-                                    | Gilbert Ménard | Divers gauche |          |
| les dades anteriors no són pas conegudes |                |               |          |
|                                          |                |               |          |